# Josef Floch
Josef Floch (geboren 5. November 1894 in Wien, Österreich-Ungarn; gestorben 26. Oktober 1977 in New York) war ein US-amerikanischer Maler österreichischer Herkunft.

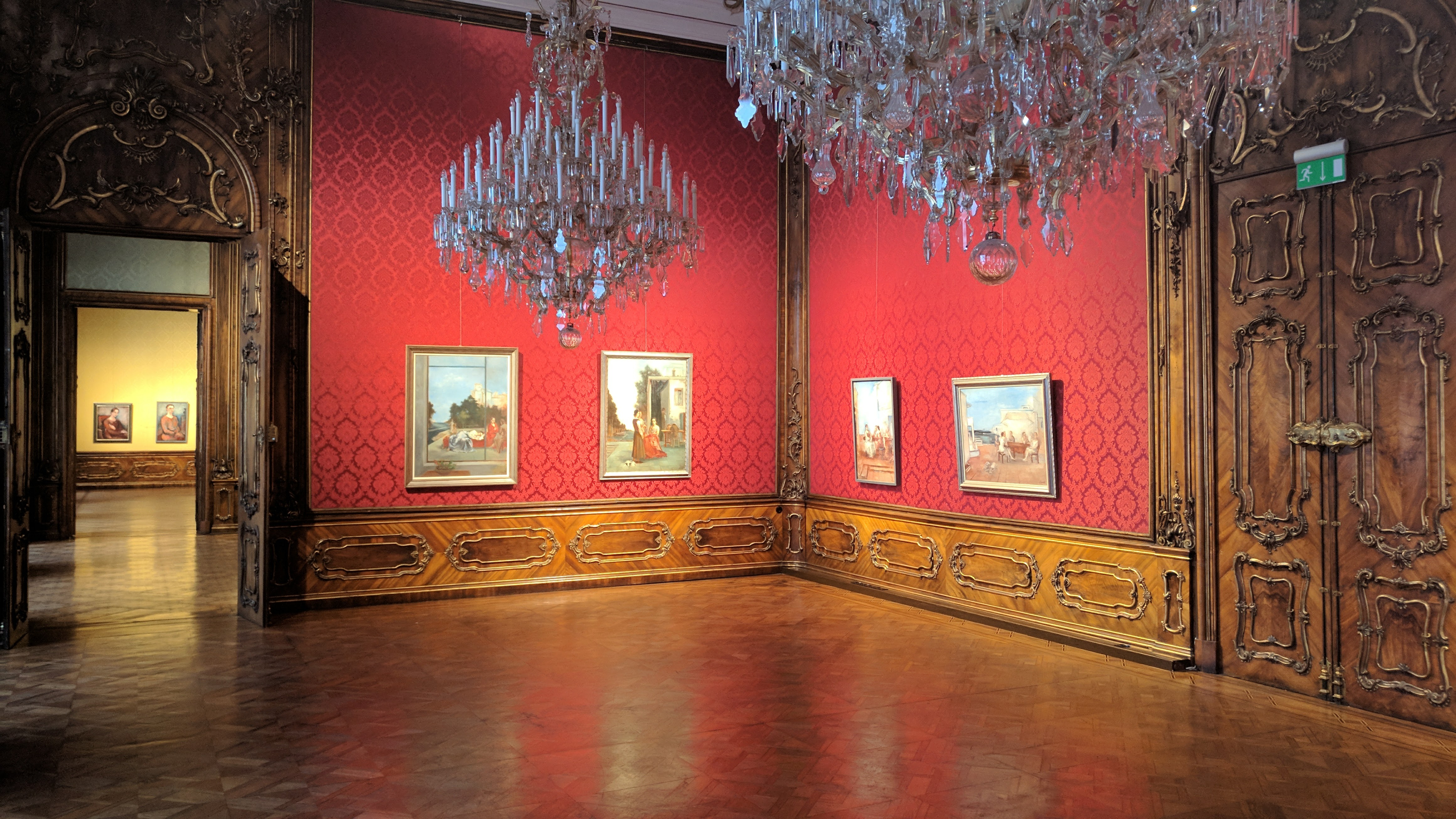
Ausstellungsansicht Josef Floch bei W&K Wienerroither & Kohlbacher im Palais Schönborn-Batthyány

## Leben
Josef Floch studierte 1913 bis 1918 bei Rudolf Bacher, Franz Rumpler  und Hans Tichy an der Wiener Akademie der bildenden Künste. Studienreisen führten ihn nach Ägypten und Palästina, aber auch in die Niederlande, wo er das Werk Rembrandts und Vermeers studierte. 1919 bis 1938 war Floch Mitglied des Hagenbundes und beteiligte sich an dessen Ausstellungen. 1925 (nach anderen Angaben 1926) ging er nach Paris, wo er fortan erfolgreich tätig war, unter anderem im Salon d’Automne und im Salon des Tuileries. 1934 heiratete Floch Hermine Fränkl, mit der er zwei Töchter hatte.
1941 emigrierte die Familie nach New York, wo er ebenfalls bald Erfolg hatte. 1944 hatte er eine Ausstellung in der Associate American Artists Gallery und in der Folge in zahlreichen Museen. 1951 wurde Josef Floch amerikanischer Staatsbürger. 1956 erhielt er das Kreuz der französischen Ehrenlegion, 1963 wurde er Chevalier de l’Ordre des Arts et Lettres.

## Bedeutung
Floch begann als Expressionist und war von Paul Cézanne und Van Gogh beeinflusst. Er rezipierte weiters Hans von Marées und die alten Niederländer. In Frankreich entstanden dann die für Floch typischen stillen Figurenbilder, die Einsamkeit und Melancholie von Menschen in Innenräumen ausstrahlen. Neben Landschaften malte er vor allem Interieurs und Porträts. Er war einer der international erfolgreichsten bildenden Künstler aus Österreich, hat aber seine Heimat schon früh verlassen.

## Ausstellungen
- 1921 Künstlerbund Hagen - Frühjahrsausstellung, Wien (Mai - Juni)
- 1924 Österreichische Kunstausstellung 1900 - 1924, Künstlerhaus, Wien
- 1929 Joseph Floch. Peintures. Galerie Berthe Weill, Paris (25.02. - 09.03.)
- 1929 Ausstellung jüdischer Künstler. Galerie Aktuaryus, Zürich
- 1931 Exhibition Joseph Floch. Galerie Berthe Weill, Paris  (10. - 30.03.)
- 1943 The New Americans. American British Art Center, New York (05. - 17.04.)
- 1944 The Pennsylvania Academy of the Fine Arts, Philadelphia (23.1. - 27.2.)
- 1945 European Artists in America. Whitney Museum of American Art, New York (13.3. - 11.4.)
- 1971 Joseph Floch. Recent Paintings. Forum Gallery, New York (27.3. - 16.4.)
- 1972 Joseph Floch. Österreichische Galerie Belvedere, Wien.
- 1988 Josef Floch, Retrospektive, Ölgemälde - Arbeiten auf Papier. Galerie Suppan - Palais Coburg, Wien (11.10. - 29.11.)
- 2017 Josef Floch. Wien - Paris - New York. W&K - Wienerroither & Kohlbacher, Wien[2] (15.09. - 06.11.)
- 2018 Teilnahme an der Gruppenausstellung KUNSTradln in Millstatt
- 2022 Josef Floch. Ein Künstler des Hagenbundes. W&K - Wienerroither & Kohlbacher, Wien (22.09.2022 - 14.01.2023)

## Werke
- Vorstadt (Privatbesitz), 1920, Öl auf Leinwand, 45 × 35,5 cm
- Der Hirte - Am Rande der Großstadt (Privatbesitz), 1923, Öl auf Leinwand, 90 × 80 cm
- Landschaft in Palästina (Wien, Österreichische Galerie Belvedere), 1923, Öl auf Leinwand, 56 × 68,5 cm[3]
- Damenbildnis (St. Pölten, Museum Niederösterreich, Inv. Nr. A384/90), um 1925, Öl auf Leinwand
- Frauenporträt (Privatbesitz), 1929, Öl auf Leinwand, 50,4 × 38,4 cm
- Im Gespräch II (Privatbesitz), 1935–37, Öl auf Leinwand, 160 × 84 cm
- Interieur mit schwarzem Paravent (Wien, Sammlung Oesterreichische Nationalbank), 1947, Öl auf Leinwand, 124 × 97 cm
- Damenbildnis (Wien, Österreichische Galerie Belvedere), 1958, Öl auf Leinwand, 66,5 × 46,5 cm[3]

## Autobiografie
- Josef Floch: Erinnerungen, unbetiteltes Manuskript, ohne Jahr. Auszug in: Albert Lichtblau (Hrsg.): Als hätten wir dazugehört. Böhlau, Wien 1999, S. 565–577.